# Rue de la Grange-Batelière
Pour les articles homonymes, voir Grange-Batelière.

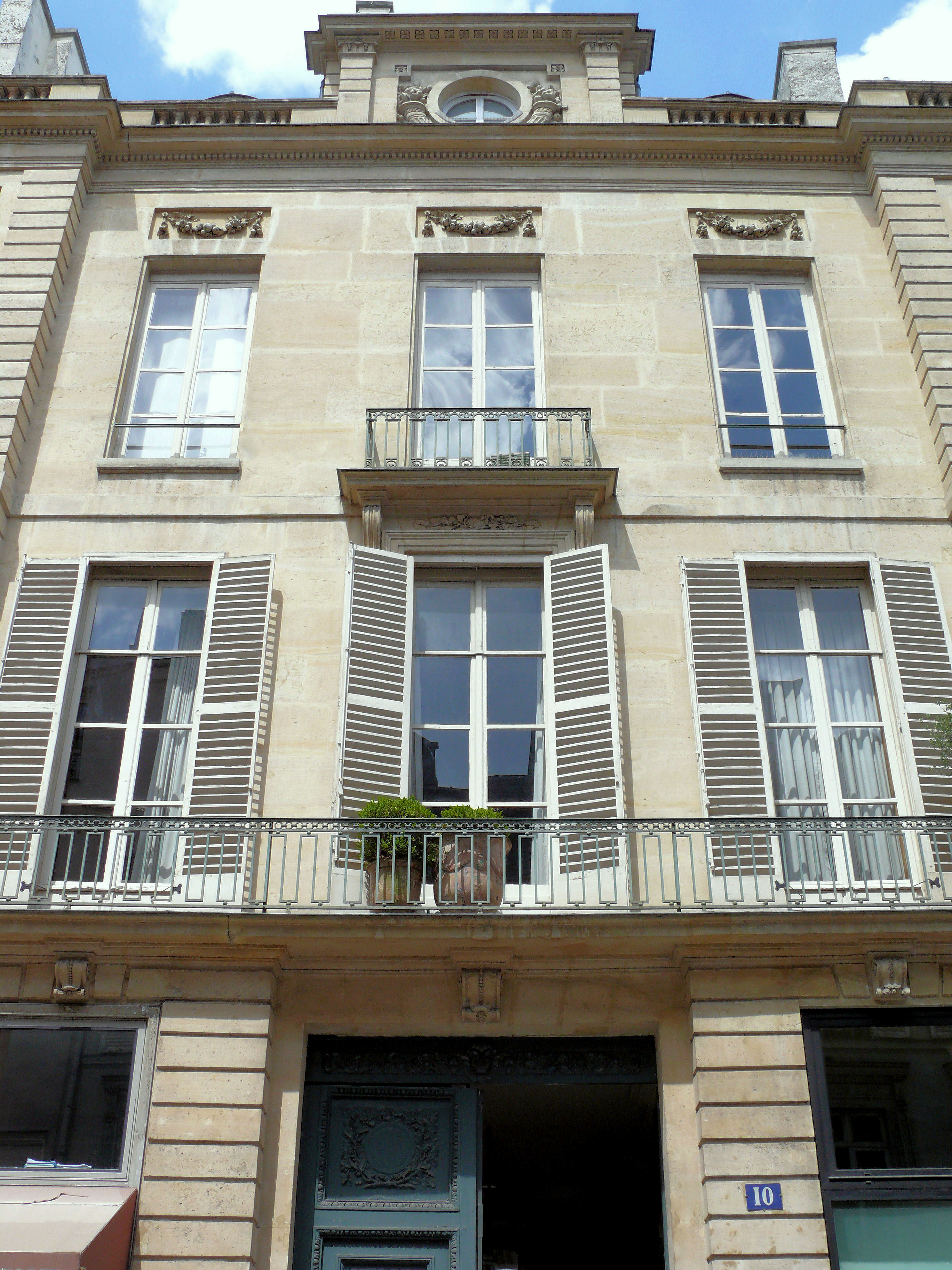
Photo de l'hôtel Le Duc de Biéville au 10 rue de la Grange Batelière.

La rue de la Grange-Batelière est une rue du 9e arrondissement de Paris.

## Situation et accès

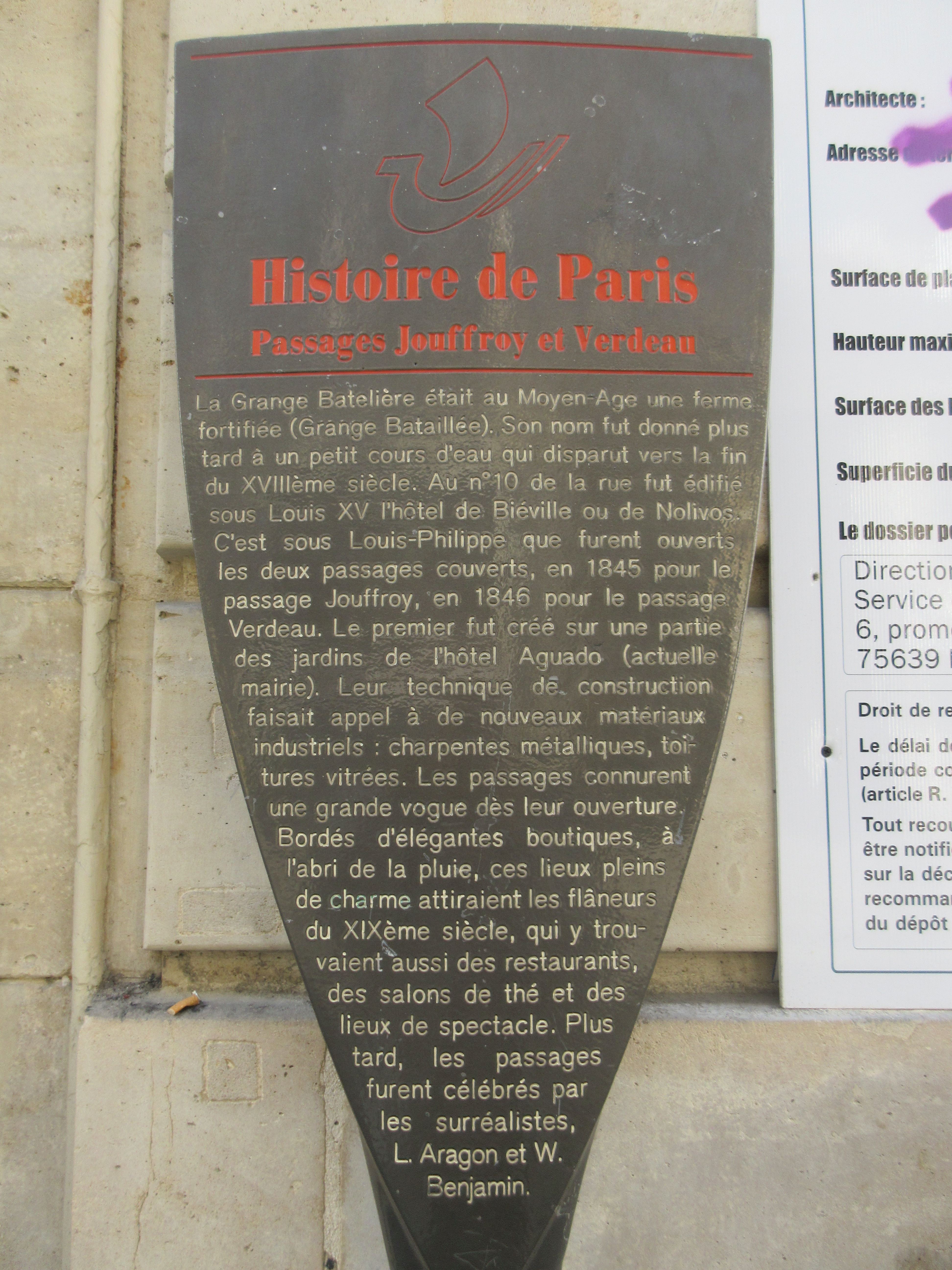
Panneau Histoire de Paris
« Passages Jouffroy et Verdeau ».

## Origine du nom
Ce nom vient de la ferme de la Grange-Batelière, qui donna son nom au cours d'eau de la Grange-Batelière qui se trouvait là jusqu'à la fin du XVIIIe siècle.

## Historique
La ferme éponyme, qui est un fief, apparaît par exemple sur le plan de Mérian (1615) à l'extérieur de l'enceinte de Louis XIII.
Le coude de la rue Rossini indique la trace de l'angle sud-est de l'enceinte de la Grange Batelière.

## Bâtiments remarquables et lieux de mémoire
- No 2 : le Carporama, collection de 112 modèles de fruits exotiques en cire réalisés par Louis Marc Antoine Robillard d’Argentelle, y est exposé en 1829-1830[2].
- No 7 : Armand Carrel (1800-1836), leader du Parti républicain sous la monarchie de Juillet, vécut à cette adresse de mars 1835 à sa mort. Durant l'occupation, il y avait là une maison de passe pour les soldats allemands appelée Bordel Mignon.
- No 8 : Georges Pléville Le Pelley y meurt le 2 octobre 1805 à son domicile[3].
- No 10 : l'hôtel de Biéville, appelé aussi hôtel de Nolivos, bâti sous Louis XV.
- Nos 13-15 : emplacement de la caserne de la Grange-Batelière occupée par la compagnie colonelle des gardes suisses puis au No 13, par l'imprimerie London de 1925 à 2014.
- En 1845, un passage vers le boulevard Montmartre, passage couvert à charpente de verre et de métal y est construit, c'est le passage Jouffroy. Un autre passage est ouvert en 1846, le passage Verdeau, qui donne, lui, sur la rue du Faubourg-Montmartre.
- No 18 : siège de l'Union syndicale des magistrats ; c'est à ce numéro, chez Madame de Plainemaison, que sont organisées des séances « où l'on communique avec les esprits ». En 1855, Denizard Hippolyte Léon Rivail y a « la révélation ». Il entre alors  en communication avec un esprit nommé Zéphir. Cet esprit lui aurait même révélé son nom d'Allan Kardec « qu'il portait lorsqu'ils vivaient tous les deux, il y a bien longtemps, dans les Gaules ».
- George Sand vécut les trois premières années de sa vie dans cette rue, de 1804 à 1807. Par la suite, Sophie Antoinette Victoire Delaborde, sa mère, quitta cette rue avec sa fille pour rejoindre son mari, Maurice François Dupin, en garnison à Madrid.
- C'est dans cette rue que Clément-Édouard de Moustier est arrêté le 4 octobre 1795 (12 vendémiaire an III) durant l'attaque des palais des Tuileries par des royalistes.
- Dans cette rue habita Étienne-Michel Bouret (Paris, 19 janvier 1710 – Paris, 10 avril 1777), fermier général de 1744 à 1777. Il fait partie des 65 fermiers généraux ayant contribué à proportions différentes à l'édition dite des « Fermiers généraux » des Fables de La Fontaine par Barbou en 1762. Il en est de même de Laurent Grimod de la Reynière (Paris, 11 février 1734 – Paris, 26 décembre 1793), autre fermier général, père d'Alexandre Grimod de la Reynière.
- Théophile Gautier y a vécu avant 1857, avant de déménager à Neuilly-sur-Seine, 32 rue de Longchamp[4].

## Sources
- Charles Lefeuve, Histoire de Paris rue par rue, maison par maison, 1875 (en ligne, www.paris-pittoresque.com).